# Entrata di Cristo a Gerusalemme (van Dyck)
L'Entrata di Cristo in Gerusalemme è un dipinto del pittore fiammingo Antoon van Dyck conservato nell'Indianapolis Museum of Art a Indianapolis negli Stati Uniti d'America. Descrive Gesù Cristo nell'atto di entrare a Gerusalemme come narrato nei Vangeli: si tratta dell'evento celebrato nella Domenica delle palme.

## Storia
Dipinto quando van Dyck aveva solo circa 18 anni, l'Entrata di Cristo a Gerusalemme dimostra la sua consolidata padronanza media precedente. Era già  stato, infatti, l'assistente principale di Peter Paul Rubens. Mentre stava già lavorando per sviluppare il suo stile più robusto, van Dyck subisce una pesante influenza da Rubens, come si può notare nei colori vivaci, nella composizione dinamica e in grande scala. 

### Esibizioni
Dal novembre 2012 al marzo 2013, questo dipinto è stato esposto al Museo del Prado come parte di una mostra intitolata The Young van Dyck. Coprendo la sua produzione dai 16 ai 22 anni, questa mostra ha raccolto circa 90 opere d'arte di quando risiedeva ad Anversa. Questo elenco comprendeva 30 grandi opere ambiziose come l'Entrata di Cristo a Gerusalemme. Questo particolare lavoro, tuttavia, è stato notato come uno dei suoi più sperimentali, in quanto il giovane artista ha cercato di aumentare l'impatto visivo dell'opera in questione.

### Acquisizione
L'Entrata di Cristo a Gerusalemme fu acquistato dai Signori Herman C. Krannert nel 1958 come regalo per la Scuola d'Arte di Herron, che in seguito divenne l'IMA. È attualmente in mostra nella Galleria William C. Griffith Jr. e Carolyn C. Griffith col numero di accesso 58.3.

## Descrizione e stile
La presentazione ad opera di Van Dyck dell'ingresso di Gesù a Gerusalemme risulta abbastanza coerente con i racconti Biblici. L'asino, che Gesù cavalca, è quasi interamente avvolto dalle sue vesti di blu intenso e cremisi. Cristo è circondato dai suoi discepoli, che lo seguono a piedi e accolto con gioia da una folla di persone del posto, che posano i rami sul suo cammino. Siamo di fronte ad un dipinto giovane, vigoroso, pieno di colori vivaci e pennellate taglienti. L'irrequietezza e la muscolosità delle figure sono molto barocche. Il naturalismo e le grandi dimensioni delle figure conferiscono un'enorme immediatezza, dando un tocco drammatico alla narrazione.